# Dilhorne
Dilhorne is een civil parish in het bestuurlijke gebied Staffordshire Moorlands, in het Engelse graafschap Staffordshire met 497 inwoners.